# Качула Юлія Вікторівна
Ю́лія Ві́кторівна Качу́ла (нар. 11 липня 1989, смт Рокитне Київська область) — українська співачка, автор пісень, журналіст, перекладач, громадський діяч. Автор проекту «Слухай українською!»

## Життєпис
Тато — Віктор Володимирович Качула, журналіст, мати — Галина Володимирівна — вчитель української мови та літератури.
Після народження Юлії батьки переїхали до Криму, міста Сімферополя. У Сімферополі Юлія закінчила школу-гімназію № 25 та музичну школу № 4 по класу «фортепіано».
У 2009 році закінчила факультет української філології та українознавства Таврійського національного університету імені В. І. Вернадського (Сімферополь) та здобула кваліфікацію філолога, викладача української мови та літератури.
У 2014 році отримала диплом з відзнакою Національної академії керівних кадрів культури і мистецтв (Київ) та здобула кваліфікацію соліста-вокаліста, артиста вокального ансамблю, викладача фахових дисциплін.

## Трудова діяльність
- 2008 — власний кореспондент, 2009 — заступник головного редактора газети «Кримська світлиця».
- 2010—2012 — художній керівник, солістка ансамблю Будинку офіцерів (Сімферополь).
- 2012—2014 — редактор газети «Трибуна» ПрАТ «КЕВРЗ» (Київ).
- З 2015 — позаштатний кореспондент польського тижневика «Наше слово».

## Творчість
У 1998 році вперше взяла участь і перемогла у пісенному конкурсі в Києві. Після цього брала участь і перемагала у багатьох пісенних конкурсах.
2003 — організатор, учасниця фестивалю авторської пісні — «Львівська струна — на кримський лад!»;
У 2009 — організатор, автор, ведуча, учасниця газетного (у «Кримській світлиці») фестивалю-конкурсу «Пісенна світлиця» і Першого фестивалю-конкурсу української пісні кримських авторів (Сімферополь), гостя фестивалю авторської пісні «Осіння Ялта» (Ялта).
У червні-липні 2009 — учасниця гастрольного туру Польщею, Чехією, Німеччиною і Францією у складі молодіжної творчої делегації від України.
2013 — організатор фестивалю української авторської пісні «Донузлав-2013»; презентація книги та аудіодиска з авторськими піснями «Небо вище там — де ми!» для кримчан у Будинку офіцерів (Сімферополь), сімферопольських школах та університетах;
2014 — творчий вечір Віктора та Юлії Качул «Небо вище там — де ми!» в Академії керівних кадрів культури і мистецтв (Київ);
Разом з Віктором Качулою 2013 року видали ліцензійний аудіодиск власних пісень «Може, мамо, я хоч трохи кращим світ зроблю!» та збірку поезій і пісень «Небо вище там — де ми!».
Автор проекту «Слухай українською!», в якому співачка перекладає і виконує світові хіти українською мовою, гостя радіо-телевізійних ефірів, організатор творчих вечорів і концертів авторської пісні, поезії, фестивалів та громадсько-мистецьких проектів.
2015 — учасниця вокального телевізійного шоу «The voice of Poland» (Польща, Варшава).

## Відзнаки
- 1998 — лауреат Всеукраїнського конкурсу «Юний композитор» (Київ);
- 2000 — лауреат Всеукраїнського конкурсу на найкращий музичний твір «Жива музика» (Київ);
- 2001 — I місце в Міжнародному конкурсі «Маестро» (Сімферополь),
- 2001 — I місце у Всеукраїнському конкурсі «Юний композитор» (Сімферополь),
- 2001 — лауреат конкурсу на премію ім. Дмитра Луценка «Осіннє золото» (Київ);
- 2003 — відзнака за творчі досягнення Всеукраїнського фестивалю «Червона рута» (представляла на фестивалі Крим);
- 2006 — дипломант Всеукраїнського фестивалю «Духовні джерела» у номінації «авторська пісня» (Львів),
- 2006 — дипломант Всеукраїнського конкурсу «Ялтинський берег» (Ялта);
- 2007 — у студентському конкурсі «Музичний олімп» зайняла I місце і стала «Золотим голосом» Таврійського національного університету ім. В. І. Вернадського (Сімферополь),
- 2007 — II місце у фестивалі «Сімейні скарби України» в номінації «Сімейний дует» (Сімферополь);
- 2008 — дипломант, спеціальний приз за популяризацію української пісні в Криму на Міжнародному фестивалі молодих виконавців сучасної української пісні «Молода Галичина» (Новояворівськ),
- 2008 — III місце у фестивалі авторської пісні та співаної поезії «Пісенна мрія» (Одеса),
- 2008 — лауреат I премії Міжнародного фестивалю естрадної пісні та театрального мистецтва «Співограй» (Феодосія),
- 2008 — лауреат II премії Міжнародного студентського фестивалю «Барви осені» (Київ);
- 2009 — лауреат III премії Міжнародного фестивалю вокального мистецтва «Дніпровська хвиля» (Дніпропетровськ),
- 2009 — I місце у Міжнародному конкурсі вокалістів «Созвездие Тавриды» (Сімферополь),
- 2009 — дипломант Міжнародного фестивалю авторської пісні «Булат» (Суми),
- 2009 — дипломант відкритого фестивалю авторської пісні та пісенної поезії «Редкая птица» (Запоріжжя, острів Хортиця),
- 2009 — дипломант V відкритого фестивалю авторської пісні «Плеяда 2009» (Запоріжжя).
- 2010 — лауреат Міжнародного фестивалю «Планета зірок» (Судак);
- 2012 — лауреат І ступеня Міжнародного конкурсу «Intershow» (Польща, Новий Тарг), дипломант молодіжного фестивалю «Kielce — 2012» (Польща, Кельце);